# 1999 HY11
1999 HY11, também escrito como 1999 HY11, é um objeto transnetuniano (TNO) que está localizado no cinturão de Kuiper, uma região do Sistema Solar. Este corpo celeste é classificado como um cubewano. Ele possui uma magnitude absoluta (H) de 8,3 e, tem um diâmetro estimado com cerca de 96 km.

## Descoberta
1999 HY11 foi descoberto no dia 17 de abril de 1999 pelos astrônomos Marc W. Buie e R. L. Millis.

## Órbita
A órbita de 1999 HY11 tem uma excentricidade de 0.060 e possui um semieixo maior de 42.158 UA. O seu periélio leva o mesmo a uma distância de 39.637 UA em relação ao Sol e seu afélio a 44.679.